# Il dottor Stranamore - Ovvero: come ho imparato a non preoccuparmi e ad amare la bomba
Il dottor Stranamore - Ovvero: come ho imparato a non preoccuparmi e ad amare la bomba (Dr. Strangelove or: How I Learned to Stop Worrying and Love the Bomb), noto più semplicemente anche come Il dottor Stranamore, è un film del 1964 diretto da Stanley Kubrick.
La commedia nera è basata liberamente sul romanzo Il dottor Stranamore. Il film tratta di un imminente attacco nucleare all'Unione Sovietica voluto da un generale americano in preda alla pazzia, seguendo in contemporanea la base da cui è partito l'ordine, l'aereo in missione per il bombardamento e i vertici statunitensi che cercano di fermarlo. Gli aspetti comici si concentrano sull'incompetenza degli uomini in comando e la satira sui complessi sistemi politici e militari vulnerabili alle debolezze di chi li controlla.
Candidato ai Premi Oscar 1965 con quattro candidature (miglior film, miglior regista, miglior attore protagonista, miglior sceneggiatura originale), ma senza vittorie (nelle prime tre categorie prevalse My Fair Lady, nell'ultima Becket e il suo re). Fu invece riconosciuto dai Premi BAFTA come miglior film, miglior film britannico e migliore scenografia britannica in b/n.
Considerato uno dei migliori film satirici di sempre, fu tra le prime pellicole selezionate per la conservazione nella Biblioteca del Congresso nel 1989. Nel 1998 l'American Film Institute ha classificato il film al 26º posto nell'elenco dei 100 migliori lungometraggi di sempre, mentre dieci anni dopo, nella lista aggiornata, è sceso alla 39ª posizione. La pellicola è stata anche inserita, al terzo posto, nella AFI's 100 Years...100 Laughs. 
Nel 1989 il film è stato selezionato per la conservazione nel National Film Registry degli Stati Uniti dalla Biblioteca del Congresso come "culturalmente, storicamente o esteticamente significativo".

## Trama
Il generale Jack D. Ripper, comandante di una base aerea statunitense, trasmette al suo stormo di bombardieri strategici B-52 in volo l'ordine esecutivo del piano "R", piano di attacco contro l'Unione Sovietica, lasciando intendere che i russi avrebbero decapitato il potere del presidente degli Stati Uniti. Gli equipaggi dei bombardieri, in particolare quello comandato dal maggiore T.J. "King" Kong, accolgono increduli la direttiva ma, ricevuta conferma dalla base, eseguono gli ordini e si dirigono verso i rispettivi obiettivi.
L'offensiva sovietica, in realtà, non si è mai verificata. Il colonnello Mandrake, un ufficiale britannico della Royal Air Force, coadiutore del generale Ripper, lo scopre casualmente intercettando un programma musicale alla radio e ne chiede ragione al generale. A tali domande, Ripper risponde barricandosi con lui nel suo ufficio dove, armatosi di pistola, rifiuta di richiamare gli aerei, spiegando al colonnello che l'ordine è una sua iniziativa personale per abbattere la "minaccia comunista", da un mondo che il generale disprezza visceralmente. Ripper pronuncia, poi, un discorso di incoraggiamento agli uomini della sua base: utilizzando come scusa la sicurezza assoluta dell'operazione, ordina di fare fuoco a qualunque mezzo, anche all'apparenza alleato, che si avvicini alla base, barricandosi così al suo interno, dopo aver tagliato ogni mezzo di comunicazione con l'esterno.
Nello stesso momento, il Pentagono e la Casa Bianca vengono informati dell'ordine e il generale Turgidson s'incarica di mettere al corrente il presidente Merkin Muffley di quanto sta accadendo. Il Comando aereo strategico non può richiamare gli aerei perché l'ordine esecutivo del piano "R" prevede per ragioni di sicurezza assoluta che tutte le trasmissioni debbano essere precedute da un codice di cui solo il generale Ripper è a conoscenza e questi, prima di dare il via al piano, ha dato comunicazione che tale manovra debba essere seguita dall'attacco con tutte le forze di cui gli Stati Uniti dispongono, per evitare la rappresaglia dei sovietici.
Il presidente, vista l'impossibilità di comunicare con il generale, ordina a una divisione di fanteria di irrompere nella base e di metterlo in contatto con lui. Il generale Turgidson, visto il poco tempo a disposizione, consiglia comunque di proseguire con il piano di Ripper e di lanciare i missili contro l'Unione Sovietica, rimproverando al presidente il suo atteggiamento "pacifista", ma viene da questi zittito, per poi trasecolare nel momento in cui Muffley convoca nella War Room l'ambasciatore sovietico Alexei De Sadeski, per mettersi in comunicazione con il Premier Dmitrij Kisov.
Mentre inizia l'attacco alla base i due capi di Stato iniziano la conferenza e, dopo che Muffley mette al corrente dell'accaduto l'omologo sovietico, scopre che uno dei bombardieri è diretto alla base missilistica di Laputa. Quello è solo uno dei tanti inneschi per l'asso nella manica dell'Unione Sovietica, nato per creare un'opposizione alla superpotenza statunitense troppo superiore in ambito nucleare, il cosiddetto ordigno della fine di mondo: un dispositivo che, in caso di attacco, è progettato per far esplodere senza possibilità di disinnesco una serie di ordigni nucleari rivestiti da "Cobalto Torio G", causando una pioggia radioattiva che cancellerebbe la vita sulla Terra per circa 93 anni.
Il generale Ripper, mentre la sua base è sotto assedio, tenta di spiegare a Mandrake il motivo del suo gesto e il colonnello, sempre più convinto dell'instabilità mentale del suo superiore, scopre che l'attacco è dovuto in particolare al suo desiderio di reagire alla "fluorizzazione dell'acqua". Il ruolo nelle teorie della fluorocontaminazione": un ipotetico folle sabotaggio ordito dai sovietici, secondo cui costoro contaminerebbero l'acqua potabile. Tale teoria altro non è che una vaneggiante giustificazione della sua impotenza sessuale. Nel frattempo, al Pentagono, il dottor Stranamore, uno scienziato ex nazista naturalizzato americano e direttore per lo sviluppo delle armi nucleari, spiega al presidente il funzionamento dell'ordigno, aggiungendo che l'effetto deterrente viene meno nel momento in cui il nemico non ne è a conoscenza, domandando quindi a De Sadeski come mai non abbiano dichiarato ufficialmente e globalmente l'esistenza di tale arma. L'ambasciatore risponde che l'annuncio sarebbe stato dato durante il congresso del PCUS che si sarebbe tenuto la settimana successiva poiché «...al presidente piacciono le sorprese».
La base di Burpelson viene conquistata; il generale Ripper, ritenendo che dopo la cattura sarà torturato per ottenere il codice per fermare i bombardieri, decide di suicidarsi per non essere costretto a rivelarlo. Mandrake, osservando i suoi appunti, scopre le lettere che compongono il famoso codice. Il colonnello Bat Guano, un ottuso militare totalmente fuori dai giochi e quindi ignaro di tutto, intende arrestarlo, ma Mandrake riesce faticosamente a convincerlo a sparare contro un distributore di bibite per trovare gli spiccioli necessari a chiamare il SAC da un telefono pubblico e permettere il richiamo dei bombardieri. La telefonata viene effettuata e gli aerei vengono richiamati. Uno dei bombardieri però, quello comandato dal maggiore Kong, che si dirigeva verso Laputa, non risulta né abbattuto, né tra quelli che hanno ricevuto l'ordine di ritorno alla base.
Il presidente insiste con il collega sovietico affinché l'aereo venga abbattuto, ma questo, seppure danneggiato, continua a volare rasoterra risultando invisibile ai radar; inoltre la base non può comunicargli il codice per la ritirata dato che la radio è inutilizzabile dopo che un missile è esploso nelle sue vicinanze, danneggiando i sistemi dell'aereo. Il generale Turgidson spiega che il maggiore "King" Kong ha abbastanza esperienza da raggiungere l'obiettivo malgrado le difficoltà e, nonostante tutti i tentativi dei sovietici di abbatterlo, il maggiore, che a causa del danneggiamento ha perso molto carburante ed è stato costretto a modificare il suo bersaglio, riesce comunque ad arrivare nei pressi di una base russa; mentre sta per sganciare le bombe un'avaria blocca il portello e "King" Kong per portare a termine la missione ad ogni costo è costretto a scendere a riparare personalmente il guasto: riesce a disincagliare il portello appena in tempo, rimanendo a cavalcioni della bomba e cadendo sul bersaglio urlando di gioia, agitando il suo cappello da cowboy come se fosse a cavallo di uno stallone ad un rodeo.
L'esplosione innesca l'olocausto nucleare e il dottor Stranamore propone al presidente di mantenere in vita la nazione, approntando le miniere più profonde come luoghi di riproduzione, in attesa che l'effetto delle radiazioni cessi e permetta il ritorno in superficie, avvisandolo che probabilmente anche i russi agiranno allo stesso modo, e che quindi è opportuno iniziare già da ora a organizzarsi per preparare la guerra futura. Dopo che l'ambasciatore sovietico si allontana scattando le ultime foto della War Room, le gigantesche esplosioni illuminano il cielo sulle note di We'll Meet Again di Vera Lynn, canzone della seconda guerra mondiale ottimistica e sentimentale, ma dotata anche di una vena di tristezza.

## Produzione
Le riprese si sono svolte tra il 28 gennaio e il 23 aprile 1963 in Inghilterra nei pressi di Londra. È uscito negli Usa il 29 gennaio 1964, mentre in Italia il 17 aprile successivo.

### Sceneggiatura
Inizialmente inteso come thriller, Kubrick ha l'intuizione di raccontare l'assurdità della distruzione mutua assicurata come una commedia nera, perché descrivere la fine dell'umanità e la distruzione del pianeta è impresa davvero ardua in chiave drammatica: le situazioni e le azioni perfettamente logiche conducono all'annientamento nucleare formando un meccanismo talmente perverso che si può descrivere con un umorismo nero, graffiante, acido, che raggela più che divertire.
(Stanley Kubrick, fonte: Macmillan International Dictionary of Films and Filmmakers, vol. 1, p. 126)
(Stanley Kubrick)

#### Dialoghi
I dialoghi sono stati sviluppati da Kubrick con la collaborazione di Terry Southern, surreali eppure sempre credibili:
(Presidente Muffley)
La sopracitata battuta è stata inserita nel 2005 nella lista delle cento migliori citazioni cinematografiche di tutti i tempi stilata dall'American Film Institute, nella quale figura al 64º posto.
Gli attori principali, Peter Sellers e George C. Scott, in alcune scene improvvisano, con un risultato spesso esilarante:
(Presidente Muffley)

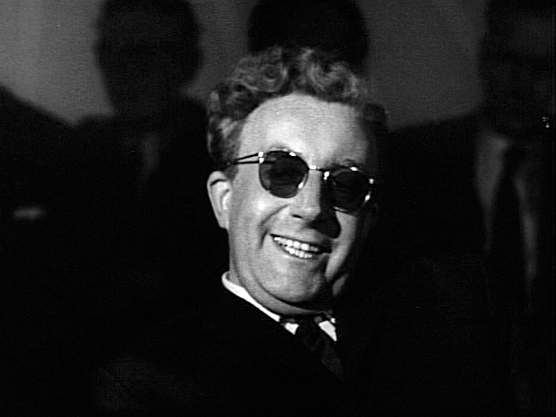
Peter Sellers nei panni del dottor Stranamore

Peter Sellers sin dai tempi di Lolita, altro lungometraggio di Kubrick, aveva dimostrato versatilità recitativa, vestendo i panni di personaggi diversi nel medesimo film. In Stranamore Sellers interpreta il giovane Mandrake, il presidente Muffley e il ruolo dello stesso dottor Stranamore, che lo renderà celebre. Sellers caratterizza fino alla caricatura ogni personaggio, giocando in particolare su accenti e gestualità: il braccio che scatta in aria per il saluto nazista, la mano ribelle che cerca di strangolare il suo proprietario non erano parte del copione ma soltanto improvvisazioni di Sellers. Sempre a lui doveva spettare anche la parte del focoso pilota di B-52 ma a causa della slogatura di una caviglia e per la sua difficoltà di simulare un accento texano, fu costretto a rinunciare alla quarta parte.
Sebbene Peter Sellers sfrutti anche l'espressività del volto, Scott fa di meglio, con un continuo esercizio di smorfie e contorsioni con i muscoli della faccia che lo avvicinano quasi ad un Jerry Lewis. Anche Scott ama l'improvvisazione: per tutta la durata del film mastica furiosamente chewing gum, scimmiottando un atteggiamento stereotipicamente macho, e quando, durante le riprese, nella foga della recitazione scivola sul lucido pavimento rovinando per terra, è poi in grado di rialzarsi con tale naturalezza, come se la scena fosse programmata, che Kubrick, divertito, decide di non tagliare l'incidente.

### Scenografia
(dal Dizionario dei film di Paolo Mereghetti)
La cabina del B-52 è una riproduzione complessa e realistica sebbene uscita quasi completamente dalla fantasia degli scenografi e anche la centrale operativa, imponente e maestosa, è completamente opera di fantasia, infatti non esisteva niente del genere nella realtà; nonostante questo è entrata nell'immaginario collettivo: basti pensare che, poco dopo essere stato eletto, il presidente USA Ronald Reagan, non appena entrato nella Casa Bianca, chiese di poter visionare la War Room, suscitando stupore tra i presenti, i quali dovettero comunicargli, non senza qualche imbarazzo, che non esisteva nessuna War Room (la stanza della Casa Bianca che più le si avvicina è la Situation Room, che però è di dimensioni più contenute). Nella mappa con le rotte dei velivoli, queste erano evidenziate da centinaia di lampadine a incandescenza per il cui raffreddamento, onde evitare la combustione della stessa struttura, necessitava un imponente sistema di ventilazione.
Kubrick volle che la superficie del tavolo della War Room fosse verde, in modo tale da far sembrare che i leader mondiali stessero giocandosi a poker – con i relativi bluff e macchinazioni propri del gioco – il destino del mondo. Tuttavia, la pellicola fu girata in bianco e nero a causa del budget limitato e quindi questo dettaglio non può apparire agli occhi dello spettatore.

### Documentario
Inside the Making of Dr. Strangelove è un film documentario prodotto nel 2000 e diretto da David Naylor in cui i protagonisti del film, ovvero alcuni degli attori e il cast che ha lavorato dietro le quinte ne raccontano la genesi. Il merito di questo documentario di soli 45 minuti è quello di apportare molte informazioni utili ad una fruizione consapevole del film. Il documentario è stato pubblicato per la prima volta nel DVD del film Edizione Speciale per il 40º Anniversario dalla Columbia TriStar Home Entertainment.

## Colonna sonora
La colonna sonora del film è stata composta da Laurie Johnson; la musica che accompagna le scene del bombardiere è la melodia della canzone When Johnny Comes Marching Home, che fa parte del patrimonio storico delle melodie delle forze armate statunitensi. Durante la scena finale il brano in sottofondo è We'll Meet Again, interpretato da Vera Lynn, molto celebre negli anni della Seconda guerra mondiale.

## Tematiche

### Contesto storico e influenze
Il film ha trovato l'ispirazione nell'attualità, visto che è stato ideato e prodotto in piena guerra fredda, con la crisi dei missili di Cuba che si era appena conclusa. Dalla fine degli anni cinquanta il tema della guerra nucleare, che appariva all'epoca sempre più ineluttabile, è stato affrontato da molti libri e film: tra questi Il dottor Stranamore è tra quelli che più hanno influenzato l'immaginario collettivo, probabilmente perché permeato da un cinismo corrisposto dal pubblico. Molti americani vivevano la costante minaccia atomica in modo apatico e con rassegnazione: il film mostra come l'attuale sistema difensivo, basato sulla deterrenza, sia prono all'errore e alla follia umana. Il processo di annientamento, una volta innescato, è irreversibile e la collaborazione tra le superpotenze "dopo l'insorgere del problema" risulta inefficace: l'atto d'accusa per la mancata collaborazione è evidente. 
The emergence of a "culture of dissent" became evident as early as the late 1940s, particularly in popular culture forms such as film, fiction, and music. The explosive Cold War crises of the Kennedy administration incited a "moral awakening" about the bomb, according to Henrikson, as everyday Americans faced the real threat of nuclear annihilation for the first time.
This awakening is best exemplified by Stanley Kubrick's classic 1964 film Dr. Strangelove, the first open critique of the bomb in popular culture. After Kubrick's film, the "culture of dissent" grew into the activism and rebellion of the 1960s and 1970s, which ultimately helped weaken the power of the Cold War state that controlled the bomb.»
L'emergere della "cultura del dissenso" divenne evidente già dalla fine degli anni quaranta, in particolar modo in forme di cultura popolare come film, fiction e musica. Secondo Henrikson, le crisi dirompenti della Guerra Fredda sotto l'amministrazione Kennedy incitarono un "risveglio morale" riguardo alla bomba, perché gli americani medi fronteggiavano il pericolo dell'annientamento nucleare per la prima volta. 
Questo risveglio è esemplificato al meglio dal classico del 1964 di Stanley Kubrick, Il dottor Stranamore, la prima aperta critica alla bomba nella cultura popolare. Dopo il film di Kubrick, la cultura del dissenso crebbe nell'attivismo e nella ribellione degli anni '60 e '70, che alla fine contribuirono a indebolire il potere degli stati della guerra fredda che controllavano la bomba.»
(Mark D. Van Ells commentando il libro Dr. Strangelove's America: Society and Culture in the Atomic Age)
Il film rimane sempre attuale per il persistere di sistemi politici contrapposti armati con ordigni di distruzione di massa.

### Sessualità
Secondo Paolo Mereghetti «...la catastrofe atomica che incombe sull'umanità è vissuta come un lungo, insistito rapporto erotico [...] senza che lo sberleffo nasconda l'attacco ai miti cardine del potere».
Sarà la frustrazione dell'istinto sessuale del generale Ripper (che impazzisce piuttosto che ammettere la propria impotenza) a dare il via alla sequenza di avvenimenti descritti dal film.
Già Herman Kahn aveva ipotizzato una "guerra non voluta" scatenata dai motivi più vari come l'errore umano, il guasto meccanico, il falso allarme o comportamenti non autorizzati. Kubrick, che si era documentato su molti libri tra cui Thinking about the Unthinkable di Kahn, enfatizza la natura sessuale dell'impulso alla guerra nel film dimostrandosi oltretutto lungimirante in quanto come motivo di una guerra nucleare non sarebbe stato credibile l'istinto sessuale fino alla fine degli anni '60.
Il film è pieno di riferimenti sessuali: oltre ad approssimarsi la rivoluzione sessuale, sono influenzati dalla partecipazione di Terry Southern alla sceneggiatura, già noto in quegli anni per il romanzo Candy e per il suo approccio umoristico al sesso: 
- nella sequenza di apertura, il rifornimento in volo del B-52 sembra più un accoppiamento fra due aeroplani, sottolineato dal motivo Try a Little Tenderness di Otis Redding;
- la segretaria del generale Turgidson, Miss Scott, prende una telefonata per il generale alle 3 di notte in bikini presumibilmente nell'alloggio di lui e oltretutto flirta con l'interlocutore Freddy;
- il comandante del B-52, "King" Kong, legge un numero di Playboy nel quale la playmate del paginone centrale è la sopracitata Miss Scott;
- durante le prime fasi del volo, viene inventariato a voce il contenuto delle razioni militari di combattimento; non mancano anche rossetti cosmetici, calze femminili e preservativi, come dotazione per possibili approcci intimi;
- il generale Turgidson, nome pienamente allusivo all'inglese turgid, contattato da Miss Scott nella War Room, ha un atteggiamento adolescenziale;
- il generale Ripper avverte i primi sintomi della fluorocontaminazione dei sovietici "durante l'atto fisico dell'amore";
- il colonnello Mandrake, nel momento in cui parla di tortura con il generale Ripper, spiega che i giapponesi che lo avevano catturato non intendevano farlo parlare ma solo "divertirsi" (nella versione originale "it was their way of having a bit of fun, the swines", in quella italiana viene aggiunto "alle mie spalle" ed usato il termine "porconi");
- il maggiore "King" Kong cavalca la bomba in maniera un po' particolare, quasi fosse un simbolo fallico;
- il dottor Stranamore, descrivendo nei rifugi antiatomici il rapporto tra donne e uomini di 10 a 1, per preservare la specie umana dall'estinzione, trova la piena attenzione del presidente Muffley, dell'ambasciatore sovietico e del generale Turgidson che chiede con ostentata incredulità se sarebbe stata accettata la poligamia.

## Riconoscimenti
- 1965 - Premio Oscar
  - Candidatura per Miglior film a Stanley Kubrick
  - Candidatura per Migliore regia a Stanley Kubrick
  - Candidatura per Miglior attore protagonista a Peter Sellers
  - Candidatura per Migliore sceneggiatura non originale a Stanley Kubrick, Peter George e Terry Southern
- 1965 - Premio BAFTA
  - Miglior film
  - Miglior film britannico
  - Candidatura per Miglior attore britannico a Peter Sellers
  - Candidatura per Miglior attore straniero a Sterling Hayden
  - Candidatura per Migliore sceneggiatura non originale a Stanley Kubrick, Peter George e Terry Southern
- 1965 - Nastro d'argento
  - Regista del miglior film straniero a Stanley Kubrick
- 1964 - New York Film Critics Circle Award
  - Migliore regia a Stanley Kubrick

### AFI 100 Years
- Nel 1998 l'American Film Institute l'ha inserito al ventiseiesimo posto della classifica dei migliori cento film statunitensi di tutti i tempi,[20] mentre dieci anni dopo, nella lista aggiornata, è sceso al trentanovesimo posto.[21]
- Nel 2000 è arrivata la medaglia di bronzo della classifica delle migliori cento commedie statunitensi del cinema americano.[22]
- Nel 2005, la battuta Signori, non potete fare a botte qui! È la stanza della guerra, questa!!, è giudicata 64ª tra le migliori della storia del cinema statunitense.

## Influenza culturale
Il film è stato citato, omaggiato o parodiato in innumerevoli opere, non solo cinematografiche.
Il film A prova di errore di Sidney Lumet del 1964 è molto simile all'opera di Kubrick, ma questo è dovuto ai romanzi da cui entrambi i film sono tratti. L'autore del romanzo Il dottor Stranamore (Red Alert, 1958) Peter George ha denunciato per plagio Eugene Burdick e Harvey Wheeler, autori di Fail-safe (1962). Kubrick cercò di fare uscire il suo film per primo intentando una causa quando seppe della produzione di un film simile al suo. Il film di Lumet è piuttosto assolutorio nei confronti dell'umanità in quanto attribuisce l'errore ai sistemi tecnologici. L'unico sbaglio dell'uomo è quello di affidarsi alle macchine per questioni di simile importanza. Il film di Kubrick è invece una accusa totale alla fallibilità umana: non sono le macchine a sbagliare, ma è l'imperfezione umana ciò che provoca la catastrofe.
L'episodio numero 42 della serie animata Il magico mondo di Gigì, intitolato nella versione italiana Il grande equivoco, contiene una parodia del film con avvenimenti quasi simili, compresa la "cavalcata della bomba", ma con lieto fine.